# 蒋业明

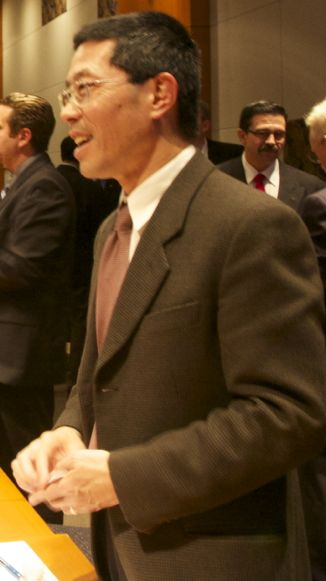
蒋业明

蒋业明（英語：Yet-Ming Chiang, 1958年4月25日—）是一位美国台灣裔材料学家。

## 生平
1958年出生于台湾，父亲是一名机车工程师，1964年随父母移民美国。1980年获得麻省理工学院学士学位，1985年获得同校博士学位。后留校任教担任材料系教授。后创办的电池研发公司24M。

## 荣誉
- 2009年获得美国国家工程院贡献奖。[4] [5]
- 被选为美国陶瓷学会会士。